# Apamea chinensis
Apamea chinensis är en fjärilsart som beskrevs av John Henry Leech 1900. Apamea chinensis ingår i släktet Apamea och familjen nattflyn. Inga underarter finns listade i Catalogue of Life.